# Amsterdam 1980: Live
Amsterdam 1980: Live è un album live di Captain Beefheart and the Magic Band pubblicato dalla Major League Productions nel 2006, ma contenente registrazioni datate 1980.

## Descrizione
Si tratta della pubblicazione ufficiale di un concerto tenuto da Beefheart e soci nel 1980 ad Amsterdam nei Paesi Bassi, che in precedenza era disponibile soltanto via bootleg. Il disco non contiene però il concerto completo. I brani A Woman's Gotta Hit a Man, Flavor Bud Living e One Man Sentence furono esclusi dalla versione finale del CD, presumibilmente per pubblicare l'album su disco singolo. La Major League Productions acquistò i nastri originali dalla stazione radiofonica tedesca che si era occupata all'epoca di registrare l'intero concerto. Ciò permise di dare al CD una qualità sonora molto elevata.
Il CD include anche un booklet con diverse fotografie del gruppo scattate da Hank Grebe durante un concerto del 1980 a Milwaukee.

## Tracce
- Registrato dal vivo al club "The Paradiso", Amsterdam, 1º novembre 1980.

1. Abba Zaba
2. Hot Head
3. Ashtray Heart
4. Dirty Blue Gene
5. Best Batch Yet
6. Safe as Milk
7. Her Eyes Are A Blue Million Miles
8. One Red Rose That I Mean
9. Doctor Dark
10. Bat Chain Puller
11. My Human Gets Me Blues
12. Sugar 'n' Spikes
13. Veteran's Day Poppy
14. Dropout Boogie
15. Sheriff Off Hong Kong
16. Kandy Korn
17. Suction Prints
18. Big Eyed Beans from Venus